# Monthly Shonen Jump
Monthly Shonen Jump (月刊少年ジャンプ, Gekkan Shōnen Janpu) was een Japans shonen manga tijdschrift. Van 1970 tot 2007 werd het uitgegeven door Shueisha. Het was een zusterpublicatie van Weekly Shonen Jump.

## Geschiedenis
Het Monthly Shonen Jump tijdschrift was een spin-off van Weekly Jump getiteld Bessatsu Shōnen Jump. Het werd snel populair en ontwikkelde zich tot een onafhankelijk mangablad.
Shonen manga tijdschriften in de jaren 1980 te Japan focusten vaak op personages die mooie meiden waren (bishoujo). Monthly Shōnen Jump viel op vanwege diens vele links met de speelgoedindustrie. Van 1983 tot 1988 kreeg het magazine speciale uitgaven getiteld Hobby's Jump. Deze spin-off ging over computerspellen. Een andere spin-off getiteld Go!Go! Jump was een samenwerking met het zustermagazine Weekly Jump. Het werd slechts eenmalig uitgegeven, dit in 2005.
Op 22 februari 2007 kondigde Shueisha aan dat Monthly Jump zou stopgezet worden. Het laatste volume lag op 6 juni 2007 in de winkel. De verkoopcijfers waren nog slechts een derde van vroeger. Een nieuw magazine getiteld Jump SQ. nam diens plaats in vanaf 2 november van datzelfde jaar.